# Belvédère Charles IV
Le Belvédère Charles IV (ou Point de vue Charles IV) est une tour d'observation située dans la ville thermale de Karlovy Vary en Tchéquie. Elle se trouve sur la colline sud (Hamerský) à 514 m d'altitude entre le Grandhotel Pupp et la galerie d'art. L'édifice est protégé comme monument culturel.

## Histoire
Il a été construit en 1877 et est situé sur la colline Hamerské. Le bâtiment était une imitation exacte de la tour d'observation du Schleswig du nord de l'Allemagne, de style néo-gothique. À l'origine, elle s'appelait la tour d'observation František Josef, mais après la Première Guerre mondiale, elle a été rebaptisée Josefshöhe (Hauteur de Joseph). Après 1945, il a commencé à s'appeler Belvédère Charles IV.
La tour d'observation est librement accessible toute l'année.

## Articles liés
- Tour d'observation de Diana
- Belvédère de Goethe